# Unione Sportiva Civitavecchiese 1936-1937
Questa voce raccoglie le informazioni riguardanti l'Unione Sportiva Civitavecchiese nelle competizioni ufficiali della stagione 1936-1937.

## Rosa
| N. |                   | Ruolo | Calciatore                 |
| -- | ----------------- | ----- | -------------------------- |
|    | Italia (bandiera) |       | Edmondo Ansaloni           |
|    | Italia (bandiera) |       | Dario Baldoni              |
|    | Italia (bandiera) |       | Carlo Bottoni              |
|    | Italia (bandiera) | C     | Pier Francesco De Martinis |
|    | Italia (bandiera) | D     | Silvio Di Gennaro          |
|    | Italia (bandiera) |       | Olferino Di Spigno         |
|    | Italia (bandiera) |       | Mario Ercoli               |
|    | Italia (bandiera) |       | Antonio Mazzoleni          |

| N. |                   | Ruolo | Calciatore      |
| -- | ----------------- | ----- | --------------- |
|    | Italia (bandiera) | C     | Athos Miniati   |
|    | Italia (bandiera) |       | Mario Pacini    |
|    | Italia (bandiera) | C     | Carlo Paoletti  |
|    | Italia (bandiera) | D     | Brenno Paoli    |
|    | Italia (bandiera) |       | Elio Peris      |
|    | Italia (bandiera) |       | Carlo Pronzati  |
|    | Italia (bandiera) |       | Arnaldo Tilgher |
|    | Italia (bandiera) | A     | Ferrero Tossio  |